# Lancetes waterhousei
Lancetes waterhousei là một loài bọ cánh cứng trong họ Bọ nước. Loài này được Griffini miêu tả khoa học năm 1895.